# Centropogon albostellatus
Centropogon albostellatus  este o specie de plantă din familia Campanulaceae. Specia este endemică din Ecuador. Habitatul ei natural sunt pădurile montane tropicale sau subtropicale umede.